# ノーンウィワット駅
ノーンウィワット駅（ノーンウィワットえき、タイ語:สถานีรถไฟหนองวิวัฒน์ ）は、タイ王国中部アユタヤ県タールア郡にある、タイ国有鉄道北本線の駅である。

## 概要
ノーンウィワット駅はタイ王国中部アユタヤ県の人口約4万5千人(2023年)が暮らすタールア郡にある、タイ国有鉄道北本線の駅である。クルンテープ駅から96.44km地点に位置し、駅の正面側は西向きである。2025年現在、4等駅であり1日当たり16列車（8往復）が発着し、その内訳は快速1往復、普通7往復である。クルンテープ駅より普通列車で約2時間を要する。

本駅を含むバーンパーチー駅よりロッブリー駅までは、複線(厳密には双単線)区間である。

## 歴史
1897年3月26日にタイ官営鉄道最初の区間が、クルンテープ駅 - アユタヤ駅間に開業した。それから2回目の延伸開業時の1901年4月1日に本駅を含むロッブリー駅まで延長されそれに伴い本駅も開業した。
- 1897年3月26日 【開業】クルンテープ駅 - アユタヤ駅 (71.08km)
- 1897年5月1日 【開業】アユタヤ駅 - バーンパーチー駅 (18.87km)
- 1901年4月1日 【開業】バーンパーチー駅 - ロッブリー駅 (42.86km)

## 駅構造
3面3線をもつ地上駅であり、駅舎は西側の単式ホームに隣接している。

## 駅周辺
アユタヤ県郊外、県境付近の田園地帯に位置し、駅前は閑散としている。パーサック川より分かれたラピパット用水路が駅東側を流れ、集落（タムボン・ノーンカナーク）の役場も用水路沿いにある。さらに東、駅から約1 kmからはサラブリー県となる。
線路のすぐ西側には国道2022号線が並走し、道路沿いには皮革工場、また商店や飲食店も少数みられる。駅の南西、約1 kmには動物園（Sriayutthaya Lion Park)が2021年に開園した。さらに1 kmほど南には、アユタヤを中心に広く信仰を集めた高僧ルアイ師（2017年没）が務めた寺院ワット・タコーが建つ。（最寄駅はドンヤーナン） 